# Vitaminoide
Zu den Vitaminoiden (auch vitaminähnliche Substanzen) zählen verschiedene Metabolite, die im Gegensatz zu Vitaminen nicht essentiell sind, da sie im Stoffwechsel in ausreichenden Mengen synthetisiert werden können. Bei Erkrankungen oder in bestimmten Stoffwechselsituationen kann diese körpereigene Synthese aber unter dem nötigen Tagesbedarf liegen.
Als alternative Bezeichnungen werden „bedingt essenzieller Nährstoff“ bzw. „semiessenzieller Metabolit“ vorgeschlagen. Historisch wurden manche dieser Substanzen zunächst fälschlicherweise als Vitamine eingeordnet, bevor entdeckt wurde, dass der Körper sie selbst herstellen kann.
Beispiele für Vitaminoide sind L-Carnitin, Cholin, Coenzym Q10, Taurin oder Inositole, die häufig in Form von Nahrungsergänzungsmittels (NEMs) angeboten werden. Aus Marketinggründen, teilweise auch in Unkenntnis ihrer pharmakologischen Wirkung, wurden Vitaminoide als „Vitamine“ mit diversen Wirkungen deklariert.